# Beatrice Armstrong
Pour les articles homonymes, voir Armstrong.
Beatrice Eileen Armstrong (née le 11 janvier 1894 à Willesden et morte le 12 mars 1981) est une plongeuse britannique.
Elle est vice-championne olympique en plongeon de haut vol à 10 mètres en 1920 à Anvers. Elle ne passe pas la phase de qualifications aux Jeux de 1924 à Paris.